# Quartucciu
Quartucciu (Quartùcciu o Cuartùcciu in sardo) è un comune italiano di 12 751 abitanti della città metropolitana di Cagliari in Sardegna. È stato frazione di Cagliari dal 1928 al 1983.

## Origini del nome
Nella zona tra Quartucciu e Quartu esistevano in periodo medievale varie ville col nome Quarto.
L'attuale Quartucciu si trova dove un tempo sorgeva Quarto Suso, chiamato anche Quarto Toto o Quartutxo (da cui poi prese il nome), in quanto gli altri villaggi di nome Quarto vennero fusi nel 1327 insieme al villaggio di Cepola per formare l'attuale città di Quartu Sant'Elena.

## Storia
Il territorio di Quartucciu è abitato dall'uomo sin dal periodo nuragico.
Fin dal quinto decennio del V secolo, e cioè ancor prima della caduta dell'Impero romano d'Occidente (476), Quartucciu subì numerosi saccheggi da parte dei Vandali.
Durante il medioevo appartenne al Giudicato di Cagliari, nella curatoria del Campidano di Càlari, e in seguito passò sotto le dipendenze della Repubblica di Pisa; pochi decenni dopo cadde in mano Aragonese.
Nel 1426 la Baronia di Quartu, che comprendeva anche Quartucciu, venne concessa da Alfonso d'Aragona ad Antonio de Sena. Alienata la Baronia ai De Sena nel 1491, il paese fu incorporato pochi anni dopo nel patrimonio regio. I secoli XVI e XVII furono tra i peggiori che il paese abbia mai vissuto, sia per le frequenti incursioni barbaresche, sia per la peste che vi dilagò con frequenza.
Agli inizi del secolo XVIII Quartucciu (ancora facente parte della baronia di Quartu), concesso in feudo alla famiglia Pes, andò risollevandosi. Nel 1717 fu occupato assieme a Quartu dalle truppe inviate dall'Alberoni alla riconquista della Sardegna. Passata l'Isola ai Savoia nel 1720, il paese fu confermato come feudo dal re Vittorio Amedeo II e dal re Carlo Emanuele III alla famiglia Pes, ai quali fu riscattato nel 1839 con la soppressione del sistema feudale.
Quartucciu fu sempre comune anche se fece parte del mandamento di Quartu Sant'Elena fino al 1928, anno in cui per virtù dei poteri conferiti al Governo dal Regio Decreto 17 marzo 1927 n. 383, e Regio Decreto 26 aprile 1928 divenne con Pirri, Monserrato e Selargius, frazione di Cagliari.
Tornò comune autonomo solo nel 1983.

### Simboli
Lo stemma e il gonfalone del comune di Quartucciu sono stati concessi con decreto del presidente della Repubblica del 13 giugno 1989.
Nello stemma comunale è raffigurata la chiesetta di Sant'Efisio con a lato una pietra miliare con inciso il numero romano IV, da cui deriva il nome di Quartucciu. Il gonfalone è costituito da un drappo bianco.

## Monumenti e luoghi d'interesse

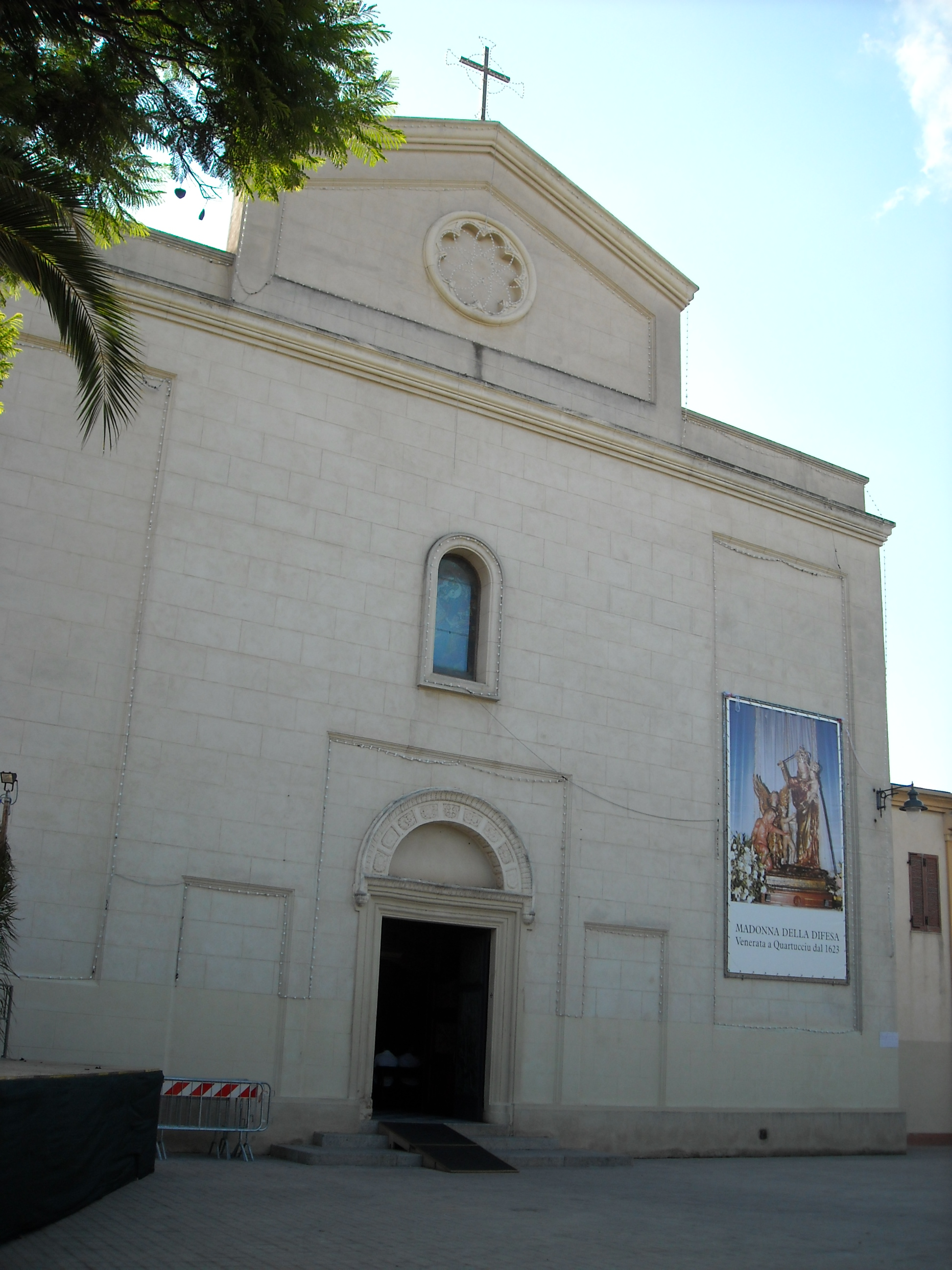
Chiesa di San Giorgio Martire

### Architetture religiose
- San Giorgio Martire. Costruita dagli Aragonesi nel XIV secolo su un impianto risalente al periodo pisano. Moltissime le opere d'arte presenti fra le quali il "Retablo" del Castagnetta XVI sec; nove crocifissi del XVIII secolo, tra cui il più suggestivo, è il crocifisso miracoloso detto anche "crocifisso della pioggia".;
- San Luigi Gonzaga XVIII secolo;
- San Biagio Vescovo di Sebaste XVII secolo;
- San Pietro Pascasio portata a termine nel 1989;
- San'Efisio. Splendida opera d'arte romanica risalente al XII secolo oggi compresa nel cimitero di Quartucciu.
- Sant'Isidoro XVIII secolo;
- Sant'Antonio risalente alla fine del XIX secolo; inizialmente si affacciava su via Nazionale, è stata ricostruita successivamente in via Neghelli. Adesso fa parte dell'omonimo oratorio
- San Gaetano XIX secolo; è situata lunga la strada 125 nel borgo di Corongiu; è chiusa al culto dagli anni '50.

### Siti archeologici

#### Tomba dei giganti di Is Concias
La tomba dei giganti di Is Concias (detta anche Sa Domu 'e S'Orcu) si trova nella località di San Pietro Paradiso e risale al XIV-XIII secolo a.C.. È una delle Tombe dei giganti più importanti e meglio conservate in Sardegna e si trova nel parco del monte dei Sette Fratelli (S.S. 125 km 20,200). Ha un impianto a "protome taurina stilizzata" con un corpo rettangolare appena rastremato verso il giro del fondo. Veniva usata per dare sepoltura ai morti e per riti religiosi, come testimoniano i tre pozzetti a nord del monumento.

#### Scavi archeologici diPill'e Matta
Sito archeologico di epoca punico-romana con caratteristiche uniche in Sardegna. Si tratta di una necropoli scoperta per caso nel 2000, durante alcuni lavori nella zona industriale di Quartucciu.
Le tombe individuate finora sono già più di 200, e i reperti recuperati più di 2000, tra cui bicchieri, piatti, lucerne. La tipologia delle tombe è varia, tra cui quelle "a fossa", dalla forma rettangolare, o alla "cappuccina", tipica romana; infatti la necropoli è stata frequentata sin dal periodo punico, dal IV secolo a.C., al V secolo d.C., nel periodo tardo romano. Quasi tutte le sepolture erano intatte, e nessuno sospettava che in questa zona ci fosse una necropoli di queste dimensioni.
 È stato ipotizzato che nella necropoli fossero sepolti anche individui Sarmati, un'antica popolazione proveniente dall'attuale Russia meridionale. Lo scavo ha suscitato l'interesse di grandi studiosi di fama mondiale tra i quali il celebre antropologo forense Don Brothwell dell'Università di York, scopritore della mummia di Nefertiti.
Per l'occasione, l'amministrazione di Quartucciu ha permesso l'apertura di una mostra-museo presso il centro culturale "Ex Casa Angioni", in cui vengono esposti oltre mille reperti trovati a Pill'e Matta.
Una copertura della necropoli realizzata (nel 2009) su progetto di David Palterer e Norberto Medardi con Pietro Reali non si limita alla mera protezione del sito ma si propone come un luogo di riferimento storico-culturale per l'intero territorio. Il progetto fa convergere la struttura statica con quella 'metaforica', e se l'esterno confronta come tema l'anastilosi e il 'fuori scala', le flottanti passerelle interne sono sentieri evocativi di suggestioni e memorie.

#### Nuraghe Nanni Arrù
- Nuraghe Nanni Arrù risalente al XIII-IX secolo a.C. circa è situato in località Sant'Isidoro.

## Società

### Evoluzione demografica
Abitanti censiti

### Etnie e minoranze straniere
Al 31 dicembre 2019 la popolazione straniera ammontava a 260 unità pari al 2% circa della popolazione totale. Le nazionalità principali erano:
- Senegal 34
- Romania 28
- Nigeria 23

### Lingue e dialetti
La variante del sardo parlata a Quartucciu è il campidanese comune.

## Geografia antropica
Il territorio comunale comprende anche l'isola amministrativa di Sant'Isidoro, avente una superficie di 17,47 km².

## Infrastrutture e trasporti
A Quartucciu il trasporto pubblico di linea è svolto mediante autocorse CTM.
Dal 1893 al 1971 la località fu attraversata dalla tranvia extraurbana Cagliari-Monserrato-Quartu Sant'Elena, esercita dapprima con trazione a vapore e in seguito, incorporata nella rete tranviaria di Cagliari, con tram elettrici.

## Amministrazione
| Periodo        | Periodo        | Primo cittadino | Partito                               | Carica  | Note   |
| -------------- | -------------- | --------------- | ------------------------------------- | ------- | ------ |
| 6 giugno 1993  | 27 aprile 1997 | Giorgio Abis    | lista civica "eterogenea"             | Sindaco | [ 9 ]  |
| 27 aprile 1997 | 13 maggio 2001 | Antonio Meloni  | lista civica                          | Sindaco | [ 10 ] |
| 13 maggio 2001 | 8 maggio 2005  | Gilberto Pisu   | lista civica                          | Sindaco | [ 11 ] |
| 8 maggio 2005  | 30 maggio 2010 | Pierpaolo Fois  | lista civica                          | Sindaco | [ 12 ] |
| 30 maggio 2010 | 10 giugno 2012 | Carlo Murru     | MpA, UDC, PSd'Az, RS                  | Sindaco | [ 13 ] |
| 10 giugno 2012 | 11 giugno 2017 | Laura Pulga     | lista civica "Bentu Nou"              | Sindaco | [ 14 ] |
| 11 giugno 2017 | 13 giugno 2022 | Pietro Pisu     | lista civica "Impegno e Rinnovamento" | Sindaco | [ 15 ] |
| 13 giugno 2022 | -              | Pietro Pisu     | lista civica "Pisu sindaco"           | Sindaco | [ 16 ] |